# Kljukwinski
Kljukwinski (russisch Клюквинский) ist eine Siedlung (ländlichen Typs) in der Oblast Kursk in Russland. Sie gehört zum Rajon Kursk und zur Landgemeinde (selskoje posselenije) Lebjaschenski selsowjet.

## Geographie
Der Ort liegt gut 5 km Luftlinie südöstlich des Oblastverwaltungszentrums Kursk im südwestlichen Teil der Mittelrussischen Platte, 10 km vom Sitz des Dorfsowjet – Tscherjomuschki, 94 km vor Grenze zwischen Russland und der Ukraine.

### Klima
Das Klima im Ort ist wie im Rest des Rajons kalt und gemäßigt. Es gibt während des Jahres eine erhebliche Niederschlagsmenge. Dfb lautet die Klassifikation des Klimas nach Köppen und Geiger.

## Bevölkerungsentwicklung
| Jahr | Einwohner |
| ---- | --------- |
| 2002 | 84        |
| 2010 | ▲90       |

Anmerkung: Volkszählungsdaten

## Verkehr
Kljukwinski liegt 0,8 km vor Europastraße E38 (Ukraine – Russland (Rylsk, Kursk, Woronesch, Borissoglebsk, Saratow, Jerschow) – Kasachstan), 1,5 km vor Straße regionaler Bedeutung 38K-019 (Kursk – Bolschoje Schumakowo – Polewaja über Lebjaschje) und 1 km vom nächsten Bahnhof Kljukwa (Eisenbahnstrecke Kljukwa – Belgorod) entfernt.
Der Ort liegt 117 km vom internationalen Flughafen von Belgorod entfernt.